# Vollersode
Vollersode är en kommun och ort i Landkreis Osterholz i förbundslandet Niedersachsen i Tyskland.
Kommunen ingår i kommunalförbundet Samtgemeinde Hambergen tillsammans med ytterligare fyra kommuner.